# Neilonella delicatula
Neilonella delicatula is een tweekleppigensoort uit de familie van de Neilonellidae. De wetenschappelijke naam van de soort is voor het eerst geldig gepubliceerd in 1932 door Prashad.